# Hacine
Hacine, anciennement Dublineau durant la période de l'Algérie française, est une commune de la wilaya de Mascara en Algérie.

## Géographie
La commune de Hacine est située dans une région montagneuse, elle est surmontée par le lieu dit Tifroura.

## Histoire
Oued El Hammam est créé par décret du 10 novembre 1851,. À partir de 1872, le village est agrandi et peuplé de réfugiés prussiens. Le 22 mars 1885, il prend le nom de Dublineau et est érigé en commune. La commune est rattachée au département de Mostaganem en 1956 et prend le nom de Hacine en 1962.